# Antonio Suetta
Antonio Suetta (ur. 25 listopada 1962 w Loano) – włoski duchowny katolicki, biskup Ventimiglia-San Remo od 2014.

## Życiorys
Święcenia kapłańskie otrzymał 4 października 1986 i został inkardynowany do diecezji Albenga-Imperia. Był m.in. dyrektorem diecezjalnej Caritas, kierownikiem spółdzielni socjalnej dla młodych Il Cammino, ekonomem diecezjalnym oraz rektorem seminarium.
25 stycznia 2014 papież Franciszek mianował go ordynariuszem diecezji Ventimiglia-San Remo. Sakry udzielił mu 1 marca 2014 arcybiskup metropolita Genui - kardynał Angelo Bagnasco.